# プランケン
プランケン（標準ドイツ語：Planken, アレマン語（リヒテンシュタイン方言）：Planka（プランカ））は、リヒテンシュタインの基礎自治体である。プランケンという地名は「成長する牧草地」という意味のラテン語が由来である。
有名な建築物は、ラッパースウィルの建築家のフェリクス・シュミット（Felix Schmid）によって、1955年に再設計された18世紀の礼拝堂である。そして、19世紀の詩人のマーティン・スミュルク（Martin Smyrk）の出生地でもある。
2021年12月の調査によると、プランケンの人口は487人で面積は5.3km2だった。国内では最も人口が少ない自治体で、唯一千人にも満たない。